# Нічний експрес (поїзд Київ — Ужгород)
«Нічний експрес» — швидкісний пасажирський поїзд № 29/30 сполученням Київ — Ужгород категорії «нічний експрес». Протяжність маршруту — 851 км. На цей поїзд є можливість придбати електронний квиток.

## Історія
2016 року «Укрзалізниця» призначила новий поїзд № 130/129 категорії «нічний експрес» сполученням Київ — Львів — Ужгород. Поїзд сформований з вагонів, що пройшли капітально-відновлювальний ремонт, а його графік складений з урахуванням побажань пасажирів. 
2017 року поїзду змінена нумерація на № 30/29 і додано вагон безпересадкового сполучення до станції Кошиці, який з 2018 року курсує в складі поїзда «Десна».
З 17 лютого 2018 року поїзд курсує щоденно, замість через день.
Обласна влада Закарпаття неодноразово зверталася до керівництва «Укрзалізниці» з проханням пришвидшити відновлення залізничного сполучення між Закарпаттям та іншими регіонами країни, мотивуючи це тим, що в період новорічних свят та літніх відпусток дістатися найзахіднішого куточка країни майже не реально.
З 20 липня 2019 року «Укрзалізниця» включила VIP-вагон до складу поїзда № 29/30 Київ — Ужгород, який курсує під № 0, у кожному купе якого обладнано душ, двоспальне ліжко та сейф
З 18 березня по 4 червня 2020 року поїзд був тимчасово скасований через COVID-19. З 5 червня 2020 року відновлено курсування поїзда за звичайним графіком.
З 2 листопада по 15 листопада 2020 року маршрут поїзда скорочувався через складну епідеміологічну обстановку у регіоні до станції Мукачево.
З 8 по 27 березня 2021 року через потрапляння Закарпатської області у «червону зону» маршрут руху поїзда був скорочений до станції Львів.
З 13 квітня 2021 року поїзд тимчасово був скасований через низький попит (населеність становила лише 2 %), незабаром був відновлений рух поїзда.
На початку січня 2022 року в складі поїзда було додано п'ять нових СВ-вагонів. У нових вагонах є збільшене багажне відділення, системи відеоспостереження в загальних зонах вагонів, сповивальні столики, розетки та USB-порти для кожного місця, а також сучасна система кондиціювання повітря.
З 15 листопада 2023 року «Укрзалізниця» запровадила пілотний проєкт жіночих купе у поїзді № 29/30 сполученням Київ — Ужгород.  Місця у мобільному застосунку з продажу проїзних квитків мають відповідні позначки, а посадка до таких купе відкрита лише для пасажирів жінок з дітьми до 5 років включно. Вартість проїзду в жіночих купе не відрізняється від стандартної у вагонах аналогічного класу того ж поїзда.
З 1 серпня 2025 року «Укрзалізниця» 
впроваджує верифікацію через «Дія. Підпис» придбання або повернення проїзних документів на поїзд № 29/30 Київ — Ужгород. Продаж квитків через каси на цей поїзд недоступний. Зміни впроваджені з метою зменшення кількості можливих зловживань під час придбання проїзних документів.

## Інформація про курсування
Поїзд курсує цілий рік, щоденно. На маршруті руху зупиняється на 6 проміжних станціях.
Нумерація вагонів при відправленні з Києва — із західної сторони вокзалу, з Ужгорода — з хвоста поїзда.
| Розклад руху поїзда № 29/30 (з червня 2022 року) | Розклад руху поїзда № 29/30 (з червня 2022 року) | Розклад руху поїзда № 29/30 (з червня 2022 року) | Розклад руху поїзда № 29/30 (з червня 2022 року) | Розклад руху поїзда № 29/30 (з червня 2022 року) |
| Час прибуття                                     | Час відправлення                                 | Станція                                          | Час прибуття                                     | Час відправлення                                 |
| ------------------------------------------------ | ------------------------------------------------ | ------------------------------------------------ | ------------------------------------------------ | ------------------------------------------------ |
| —                                                | 20:05                                            | Київ                                             | 09:14                                            | —                                                |
| 10:08                                            | —                                                | Ужгород                                          | —                                                | 19:06                                            |

- Актуальний розклад руху вказано у розділі «Розклад руху призначених поїздів» на офіційному вебсайті «Укрзалізниці»[10].

## Склад поїзда
На маршруті руху курсує два склади поїзда формування вагонного депо станції Київ-Пасажирський Південно-Західної залізниці.
Поїзд складається з 8 пасажирських вагонів різного класу комфортності:
- 1 вагон класу Люкс;
- 1 вагон класу VIP;
- 6 купейних.

Особливість поїзда — нова система кондиціонування і вакуумні санвузли, а також вбудована кавоварка, яка економить час як провідника, так і пасажира.